# 택배는 몽골몽골
《택배는 몽골몽골》는 JTBC에서 2023년 8월 18일부터 2023년 10월 13일까지 방영중인 텔레비전 예능 프로그램이다.

## 기획 의도
"말 타고 택배하자!"는 말 한마디로 시작된 2,000km 오프로드 몽골 횡단 택배 여행기 프로그램이다.

## 방송 일정
| 방송 채널 | 방송 기간                         | 방송 시간                             | 비고 |
| --------- | --------------------------------- | ------------------------------------- | ---- |
| JTBC      | 2023년 8월 18일 ~ 2023년 9월 1일  | 매주 금요일 밤 11시 ~ 토요일 새벽 1시 |      |
| JTBC      | 2023년 9월 8일 ~ 2023년 10월 13일 | 매주 금요일 밤 8시 50분 ~ 10시 50분   |      |

## 출연진
- 김종국
- 차태현
- 장혁
- 홍경민
- 홍경인
- 강훈

## 에피소드 목록
- 1회 : 여행은 택배를 싣고
- 2회 : 추억은 몽골몽골
- 3회 : 사막, 분노의 서막
- 4회 : 고진감래
- 5회 : 무빙
- 6회 : 용띠클럽 육아일기
- 7회 : 내 마음은 호수요
- 8회 : 너의 시간 속으로
- 9회 :

## 편성 변경
- 2023년 9월 29일 : 추석 특집 영화 편성으로 20분 빨리 밤 8시 30분에 방송.